# Oko nad Prahou
Oko nad Prahou je dokumentární film Olgy Špátové a Elišky Kaplické z roku 2010 o stavbě Národní knihovny na Letné a jejím tvůrci Janu Kaplickém.
Natáčení začalo 28. února 2007, několik dní před odhalením Kaplického návrhu stavby, a film měl časosběrnou metodou sledovat výstavbu knihovny. S průtahy kolem stavby a smrtí Jana Kaplického se ale přirozeně změnilo téma filmu. V současné podobě by měl film pojednávat o třech prolínajících se tématech: spor o knihovnu, život a dílo Jana Kaplického a pohled na Prahu jakožto architektonicky zajímavého města. Ukončení natáčení bylo naplánované na duben 2009 a film měl mít premiéru 28. října 2009 buď jako televizní 57minutový film či jako film pro kina, premiéra ale byla odložena.
Nakonec byl film nasazen do českých kin 15. dubna 2010, ještě předtím byl uveden 25. března na Febiofestu jako jeden ze zahajovacích filmů, ovšem jen pro uzavřenou společnost. Z programu i katalogu festivalu byl ale vyřazen, podle slov producentky „kvůli stížnosti někoho z pražského magistrátu“. 20minutová ukázka z filmu byla promítnuta na XIV. semináři britského filmu v Uherském Hradišti 4. prosince 2009. V rámci projektu Živé kino se film promítal přímo na Špejcharu na místě, kde měla nová knihovna stát. V českých kinech film v roce 2010 vidělo 21 000 diváků.
Ve filmu odmítli vystoupit Václav Klaus a Pavel Bém.

## Recenze
- Kamil Fila, Aktuálně.cz, 12. dubna 2010
- Mirka Spáčilová, iDNES.cz, 10. dubna 2010
- Jaroslav Sedláček, Czinema, 15. dubna 2010  [nedostupný zdroj],  Archivováno 5. 7. 2010 na Wayback Machine.
- František Fuka, FFFilm, 6. dubna 2010
- Marie Dostálová, Moviescreen.cz, 16. dubna 2010

## Ocenění
Film zvítězil v sekci dokumentárních snímků na 26. Varšavském mezinárodním filmovém festivalu.